# Пустынные канюки
Пустынные канюки (лат. Parabuteo) — род хищных птиц из семейства ястребиных (Accipitridae). Распространены в Северной, Центральной и Южной Америке.

## Описание
Молодь и неполовозрелые особи имеют красновато-охристое оперение с тёмно-коричневыми полосами, которое по достижении зрелости сменяется на тёмно-коричневое или чёрное, с белыми надхвостьем и подхвостьем. Клюв серый или чёрный, восковица и ноги жёлтые. Самый крупный вид, P. unicinctus, достигает длины 59 см и массы более 1,6 кг. Самки крупнее самцов.

## Места обитания
Пустынный канюк обитает в редколесьях и полупустынях, а также на болотах, включая мангровые, встречается на опушках лесов, в лесистых саваннах и кустарниковых зарослях на высоте до 1900 м над уровнем моря. Белопоясничный канюк предпочитает тропические и субтропические влажные леса. 
Представители рода ведут дневной одиночный образ жизни, образуют пары только в сезон размножения. Охотятся на мелких млекопитающих, птиц, рептилий, земноводных и беспозвоночных.

## Таксономия и классификация
Традиционно род Parabuteo считался монотипическим, в который включали только P. unicinctus. В 2003 году филогенетическое исследование показало, что морфологически похожий вид Buteo leucorrhous не был тесно связан с остальными видами канюков (род Buteo), поэтому было предложено выделить его в отдельный род Percnohierax.
В 2009 году новая филогенетическая работа продемонстрировала, что этот вид образует кладу с Parabuteo unicinctus, и поэтому было принято решение исключить его из рода Buteo и включить в состав Parabuteo.
В состав рода включают два вида:
| Изображение | Научное название                             | Русское название     | Распространение |
| ----------- | -------------------------------------------- | -------------------- | --- |
|             | Parabuteo unicinctus (Temminck, 1824)        | Пустынный канюк      | юг США, Мексика, Центральная и Южная Америка. |
|             | Parabuteo leucorrhous (Quoy & Gaimard, 1824) | Белопоясничный канюк | Разорванный ареал. В Андах от Венесуэлы и Колумбии через Эквадор до Перу и севера Аргентины. Вторая область от юга Бразилии через Парагвай до северо-востока Аргентины |